# Quadragesimo Anno
Quadragesimo anno (Latijn voor Veertig jaar later) is een sociale encycliek, geschreven door paus Pius XI.
De encycliek verscheen in 1931, veertig jaar na de eerste sociale encycliek Rerum Novarum in 1891.
Deze encycliek is een aanpassing van de sociale leer van de Katholieke Kerk naar de nieuwe maatschappelijke situatie. De maatschappelijke context was grondig gewijzigd, massale armoede en werkloosheid heersten als gevolg van de ineenstorting van de beurs in New York in oktober 1929. Daarnaast waren de politieke stromingen veranderd, het socialisme had zich afgesplitst van het communisme.
In deze encycliek wordt er gezocht naar een alternatief voor het socialisme terwijl men bleef streven naar sociale rechtvaardigheid, de rechtvaardige verdeling van goederen en arbeidsloon.

## Zie ook

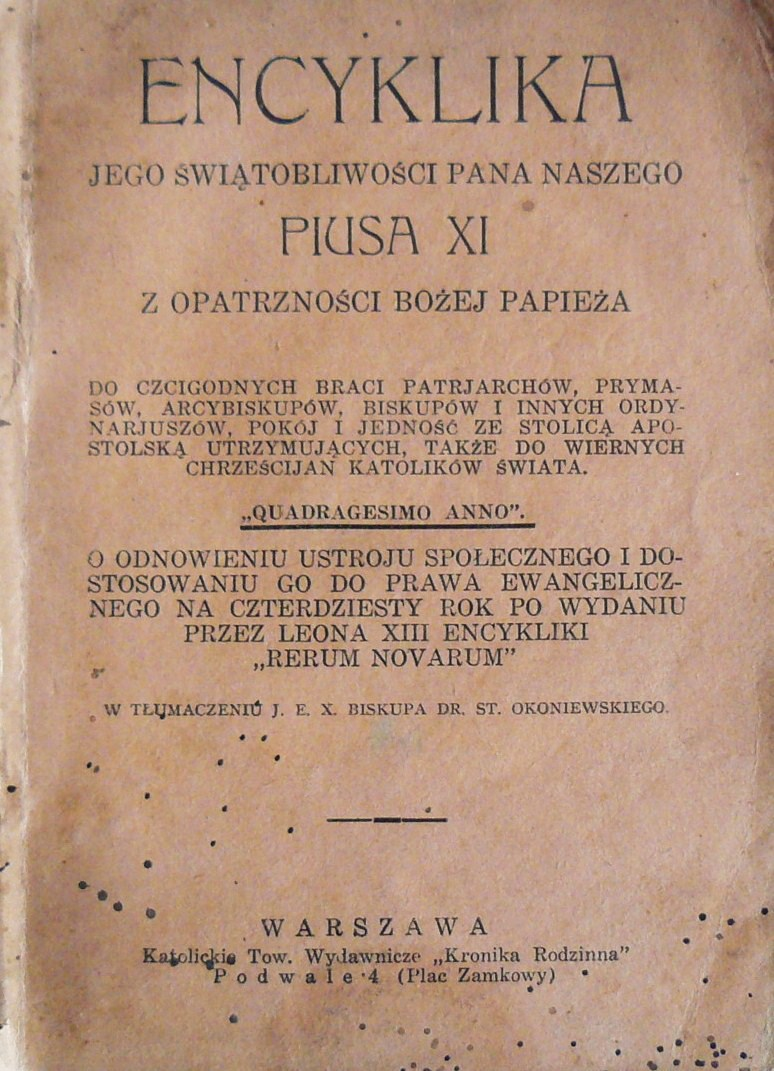
Quadragesimo Anno encycliek, geschreven door paus Pius XI